# Río Víshera (Vóljov)
El río Víshera (del ruso: Ви́шера) es un río del óblast de Nóvgorod en Rusia, afluente por la derecha del río Vóljov a través de su brazo Mali Vóljovets.
La longitud del río es de 73 km. El color de las aguas del río es de un castaño oscuro, puesto que las fuentes de las aguas del río son los pantanos con turba.
Se forma como resultado de la fusión de los ríos Málaya Víshera y Bolshaya Víshera. El río atraviesa las localidades de Radocha, Posad, Mytno, Rushinovo, Markovo, Lajnovo, Chubukovitsy, Volyn, Volynka, Gubariovo, Savino, Radivanovo y Miza Speransky.
Cerca de la aldea Savino el Víshera es unido al Msta por el canal del Víshera. En la parte opuesta del río, un kilómetro más abajo, desemboca su afluente el Tiulkov. Antes de llegar a Gubariovo desemboca el Sosnitsa y a la altura de Chubukovitsy, el arroyo Gremach. Por encima de Mytno recibe al Lopatinski, y más abajo de Markovo, el Zapolski.
Cerca de la desembocadura, más abajo de la aldea Savino, en la orilla izquierda del Víshera, se han conservado partes del bosque de roble que constituyen el monumento natural Savinsky Dubravy. En este lugar se encontraba antiguamente el monasterio Savo-Vísherski (cerrado en la década de 1930). Cerca de Volyn y del río Sosnitsa se encuentra el monumento natural Volinskie dubravy.